# فرودگاه بین‌المللی جمبرانا سیتی
فرودگاه بین‌المللی جمبرانا سیتی (به انگلیسی: Jembrana City International Airport) (به زبان بومی: Bandar Udara Internasional Kota Jembrana) یک فرودگاه است که یک باند فرود آسفالت دارد و طول باند آن ۳۶۰۰ متر است. این فرودگاه در کشور اندونزی قرار دارد.